# Tony Richardson
Tony Richardson (Shipley, West Yorkshire, Egyesült Királyság, 1928. június 5. – Los Angeles, 1991. november 14.) kétszeres Oscar-díjas angol színházi és filmrendező, producer, a brit új hullám (free cinema) egyik képviselője.

## Élete
Szülei gyógyszertárat üzemeltettek. Egyetemi tanulmányait az Oxfordi Egyetemen, a Wadham College-ban végezte. A filmes világban először mint filmkritikus jelent meg, első kritikái a Sight and Sound című folyóiratban jelentek meg. 1956-ban George Goetschius és George Devine mellett alapítója volt az English Stage Companynak, amely a kortárs brit színház egyik központjává vált. 1956-tól kezdve filmeket is készített.
1964-ben Tom Jones című filmjéért két Oscar-díjban részesült.
1962-ben feleségül vette Vanessa Redgrave színésznőt, akit azonban öt évvel később Jeanne Moreau kedvéért elhagyott. Redgrave-től két gyermeke született, Natasha Richardson és Joely Richardson, mindketten színésznők lettek. Richardson biszexuális volt. 1991-ben, 63 évesen AIDS-hez köthető betegségben hunyt el.

## Ismertebb filmjei
- 1957 – A mama nem engedi (rövidfilm)
- 1958 – Dühöngő ifjúság (Look Back in Anger)
- 1960 – A komédiás (The Entertainer)
- 1961 – Szentély (Sanctuary)
- 1961 – Egy csepp méz (A Taste of Honey)
- 1962 – A hosszútávfutó magányossága (The Loneliness of the Long Distance Runner)
- 1963 – Tom Jones (Tom Jones)
- 1965 – A megboldogult (The Loved One)
- 1968 – A könnyűlovasság támadása (The Charge of the Light Brigade)
- 1969 – Laughter in the Dark
- 1969 – Hamlet
- 1970 – Ned Kelly
- 1974 – Holtbiztos tipp (Dead Cert)
- 1977 – Joseph Andrews
- 1982 – Állj, határ! (The Border)
- 1984 – The Hotel New Hampshire
- 1994 – Kék ég (Blue Sky)